# Alice Manfield
Alice Manfield, communément connue comme Guide Alice (29 avril 1878 - 14 juillet 1960), est une guide de montagne, naturaliste, photographe et figure féministe australienne. Son travail de pionnière sur le mont Buffalo, des années 1890 aux années 1930, a permis de faire de la région une attraction touristique à part entière et a contribué à la création du parc national du mont Buffalo.

## Biographie
Alice Manfield naît à Nailsea Farm, propriété familiale située dans la vallée de Buckland, au sud-est du Mont Buffalo. Elle est l’une des huit enfants nés de James Manfield et de sa femme Jane. Son père est arrivé à Victoria en provenance de Grande-Bretagne avec son frère John en 1854, participant ainsi à l’envolée démographique liée à la ruée vers l'or de l’ère victorienne. Situé à 320 kilomètres de Melbourne, le Mont Buffalo est connu pour sa géologie et la particularité de sa flore mise en avant par le botaniste Ferdinand von Mueller dès la fin du XIXe siècle. En 1888, un appel d'offres est lancé pour la construction d’un hôtel au début d'une nouvelle piste dans la montagne. James Manfield remporte cette offre,.
En 1890, le Buffalo Falls Temperance Hotel de la famille Manfield est ouvert, offrant aux invités le transport entre l'hôtel et la station de Porepunkah. La famille compte parmi ses premiers clients le général Sir John Monash. James Manfield et ses enfants guident régulièrement leurs invités sur la montée de trois heures vers le plateau de Buffalo, lieu de campement et d’exploration. Bien qu’âgée de douze ans à l'ouverture de l'hôtel, Alice participe régulièrement aux expéditions autour de la montagne, développant ainsi un amour et une connaissance approfondie de la flore, de la faune et du paysage accidenté du mont Buffalo.
En 1917, Alice Manfield se marie avec un cousin lointain, John Edmund Manfield, un garde du parc national. Ils ont eu une fille, Genevieve Baumgarten,.
Pendant les années 1930, Alice Manfield se retire de son activité de guide de montagne. Elle décède à l’âge de 82 ans.

## Guide Alice
Alice Manfield s’implique dès le début de l’adolescence dans les tournées sur la montagne, reconnue et nommée affectueusement Guide Alice. Dans les premiers temps, le seul accès au plateau subalpin de Buffalo est accessible par une voie non délimitée, praticable uniquement à pied ou à cheval. Il n’y a alors que des logements rudimentaires et aucune signalisation sur le plateau lui-même.
Les Manfield construisent bientôt un deuxième hôtel, un petit chalet en bois bâtit près de Bents Lookout et situé sur le plateau même, nommé le Granny's Place. Alice Manfield prend en charge la direction de Granny's Place, heureuse d'y passer de longues périodes de solitude, et considérant comme des « aventures palpitantes » des événements tels que des feux de brousse, de violentes tempêtes et les chutes de neige jusqu'à deux mètres et demi de profondeur, obligeant les occupants à accéder au chalet par la cheminée,.

### Équipement

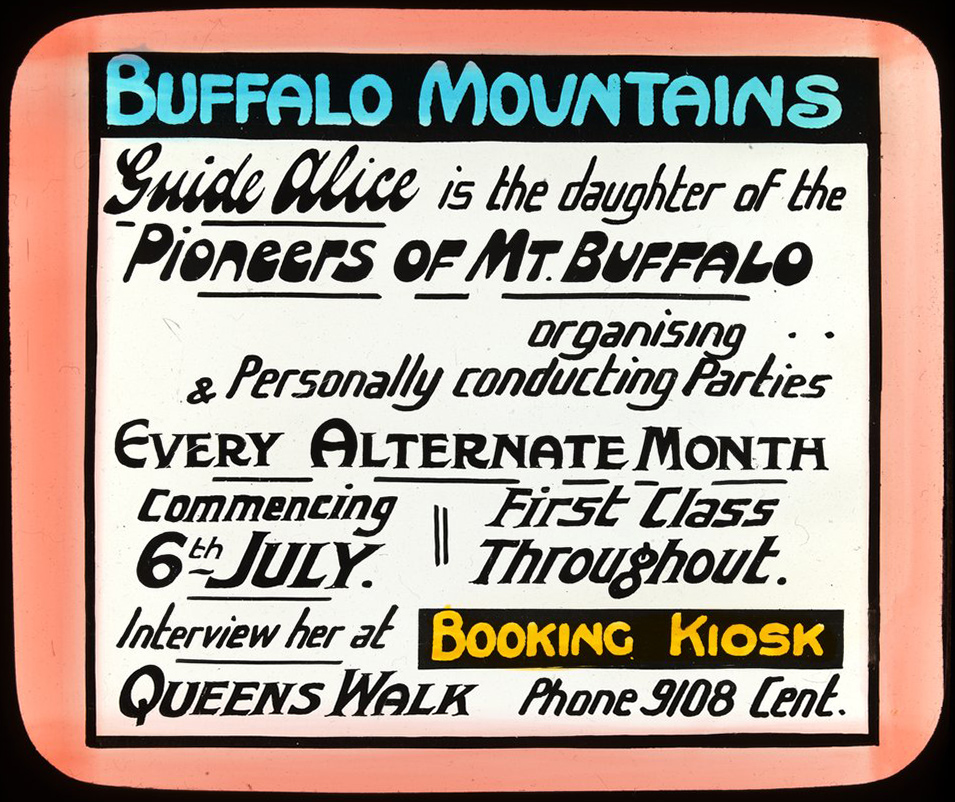
Publicité touristique pour la guide Alice Manfield datant du début des années 1900.

Avec un équipement limité à l'époque pour les activités de plein air, et encore plus restreint pour les femmes, Alice Manfield conçoit son propre équipement. Elle adopte le pantalon pour les conditions de grand froid bien avant que cela ne devienne un vêtement commun pour les femmes. Sa tenue se compose d'un bloomer en laine et d'une veste boutonnée à col haut serrée autour de la taille. Elle y ajoute des molletières étroitement enroulées autour des mollets, des bottes en cuir à talon bas, un bonnet et un long bâton de marche,.

### Parc national du mont Buffalo
Alice Manfield impressionne les visiteurs avec son enthousiasme et sa connaissance approfondie du mont Buffalo. Avec ses talents de naturaliste et de photographe, son expertise devient recherchée. Sa passion pour la montagne, et la nouveauté d'être un guide au féminin, attire la curiosité des visiteurs et contribue à intensifier la popularité de la région. En 1898, le gouvernement victorien annonce la naissance d’un parc national du mont Buffalo comprenant 1 166 hectares de terres du plateau. En 1908, une nouvelle route est ouverte sur le plateau.

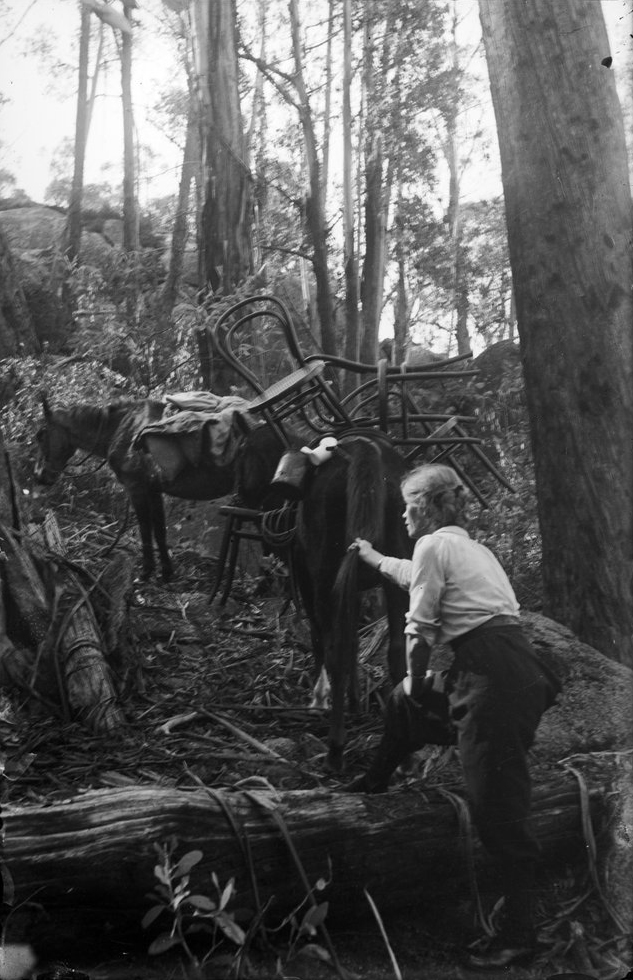
Alice Manfield entourée de chevaux de bât transportant des chaises en bois dans la montagne, 1912, State Library of Victoria.

Lors de l’inauguration à prédominance masculine, Guide Alice est photographiée tenant le ruban de l'ouverture officielle, alors que le premier ministre Sir Thomas Bent, se prépare à le couper,. Cette nouvelle voie permet une augmentation de la fréquentation touristique. En 1910, le ministère des travaux publics construit une maison d'hôtes appartenant à l'État à proximité du chalet des Manfield. Le nouveau chalet du gouvernement attire davantage les touristes passifs, tandis que les chalets appartenant aux Manfield et à une autre famille locale, la famille Carlile, sont mieux adaptés à ceux qui veulent vivre une expérience plus basique et aventureuse.

## Publications
En 1924, Alice Manfield publie The Lyre-Birds of Mount Buffalo, un volume de 23 pages détaillant ses études sur les oiseaux lyre du mont Buffalo. Ce volume comprend des photographies d’Alice Manfield et une introduction de l’ornithologue et naturaliste australien Charles Leslie Barrett. Il s’agit de la première publication picturale d’oiseaux lyre,.